# GP Internacional Costa Azul 2006
Der 7. GP Internacional Costa Azul fand vom 9. bis 12. Februar 2006 statt. Das Radrennen wurde in vier Etappen über eine Distanz von 711 Kilometern ausgetragen.

## Etappen
| Etappe    | Tag         | Start – Ziel              | km  | Etappensieger      | Führender     |
| --------- | ----------- | ------------------------- | --- | ------------------ | ------------- |
| 1. Etappe | 9. Februar  | Setúbal – Palmela         | 158 | Robbie McEwen      | Robbie McEwen |
| 2. Etappe | 10. Februar | Alcochete – Montijo       | 189 | Enrico Degano      | Robbie McEwen |
| 3. Etappe | 11. Februar | Alcacer Do Sal – Grândola | 192 | Sébastien Chavanel | Robbie McEwen |
| 4. Etappe | 12. Februar | Sines – Santigo Cacém     | 172 | Enrico Degano      | Robbie McEwen |